# Lijst van oorlogsmonumenten in Utrecht (gemeente)
De Nederlandse gemeente Utrecht heeft 39 oorlogsmonumenten. Hieronder een overzicht.
| Nr.                             | Object                                                                                   | Herdachte groep                                            | Ontwerper                                                    | Onthulling        | Type               | Locatie                                 | Plaats                | Coördinaten                 | Foto                                                                                     |
| ------------------------------- | ---------------------------------------------------------------------------------------- | ---------------------------------------------------------- | ------------------------------------------------------------ | ----------------- | ------------------ | --------------------------------------- | --------------------- | --------------------------- | ---------------------------------------------------------------------------------------- |
| 637                             | Oorlogsmonument aan de Ingenhouszstraat                                                  | algemeen                                                   | Willem van Kuilenburg                                        | 1945              | beeld/sculptuur    | Ingenhouszstraat, 3514 HV               | Utrecht               | 52° 6' 13" NB, 5° 7' 32" OL | Meer afbeeldingen                                                                        |
| 708                             | Monument aan het Willem de Zwijgerplantsoen                                              | burgerslachtoffers                                         |                                                              |                   | zuil               | Willem de Zwijgerplantsoen, 3571 VJ     | Utrecht               | 52° 6' 28" NB, 5° 7' 47" OL | Monument aan het Willem de Zwijgerplantsoen                                              |
| 711                             | Anne Frank                                                                               | vervolgden Nederland                                       | Pieter d' Hont                                               |                   | beeld/sculptuur    | Janskerkhof, 3512 BK                    | Utrecht               | 52° 5' 36" NB, 5° 7' 17" OL | Meer afbeeldingen                                                                        |
| 1698                            | Plaquette in Station Utrecht Centraal                                                    | burgerslachtoffers                                         | Ir. H.G.J. Schelling, dhr. H.J. Winkelman                    | 28 oktober 1948   | Plaquette          |                                         | Utrecht               | 52° 5' 21" NB, 5° 7' 15" OL | Plaquette in Station Utrecht Centraal                                                    |
| 1699                            | Monument op de Israëlitische begraafplaats                                               | vervolgden Nederland                                       |                                                              | 6 juni 1948       | gedenksteen        | Zandpad, 3552 TJ                        | Utrecht               | 52° 6' 34" NB, 5° 6' 21" OL | Monument op de Israëlitische begraafplaats                                               |
| 1700                            | Plaquette in het Hoofdbureau van Politie                                                 | verzet Nederland                                           |                                                              | 23 december 1946  | Plaquette          | Kroonstraat 25, 3511 RC                 | Utrecht               | 52° 5' 41" NB, 5° 6' 44" OL | Plaquette in het Hoofdbureau van Politie                                                 |
| 1701                            | Verzetsmonument in Transwijk                                                             | verzet Nederland                                           | A. Salvatore (ontwerp), L.A. de Vries (inbeitelen van tekst) | 4 mei 1960        | gedenksteen        | Koningin Wilhelminalaan / Lomanlaan     | Utrecht               | 52° 4' 30" NB, 5° 6' 4" OL  | Verzetsmonument in Transwijk                                                             |
| 1702                            | Plaquette in 'De Inktpot'                                                                | burgerslachtoffers                                         | Ir. H.G.J. Schelling, dhr. H.J. Winkelman                    | 17 september 1948 | Plaquette          | Moreelsepark                            | Utrecht               | 52° 5' 17" NB, 5° 6' 55" OL | Plaquette in 'De Inktpot'                                                                |
| 1703                            | Monument aan de Nicolaas Beetsstraat                                                     | burgerslachtoffers                                         | Kees Kuiler                                                  | 29 december 1947  | Plaquette          | Nicolaas Beetsstraat, 3511 HD           | Utrecht               | 52° 5' 6" NB, 5° 7' 0" OL   |                                                                                          |
| 1870                            | Verzetsmonument in Vleuten                                                               | verzet Nederland                                           | Jan de Jong, D. Verhoeve                                     |                   | beeld/sculptuur    | Bottensteinweg, 3451 CA                 | Utrecht               | 52° 6' 12" NB, 5° 0' 49" OL | Verzetsmonument in Vleuten                                                               |
| 1871                            | Verzetsmonument                                                                          | verzet Nederland                                           | Corinne Franzén-Heslenfeld                                   | 4 mei 1949        | beeld/sculptuur    | Domplein, 3512 JC                       | Utrecht               | 52° 5' 26" NB, 5° 7' 18" OL | Verzetsmonument                                                                          |
| 1873                            | Monument voor Gevallen Spoorwegpersoneel                                                 | burgerslachtoffers, verzet Nederland                       | Willem Valk                                                  | 17 september 1949 | beeld/sculptuur    | Moreelsepark, 3511 EP                   | Utrecht               | 52° 5' 17" NB, 5° 6' 55" OL | Meer afbeeldingen                                                                        |
| 1874                            | Koningin Wilhelmina                                                                      | verzet Nederland, overig                                   | Mari Andriessen                                              | 1968              | beeld/sculptuur    | Wilhelminapark, 3581 NA                 | Utrecht               | 52° 5' 19" NB, 5° 8' 22" OL | Koningin Wilhelmina                                                                      |
| 1875                            | Plaquette in het voormalige Hoofdpostkantoor                                             | verzet Nederland                                           | Johanna Sprenkels                                            |                   | Plaquette          | Neude, 3512 AD                          | Utrecht               | 52° 5' 35" NB, 5° 7' 6" OL  | Plaquette in het voormalige Hoofdpostkantoor                                             |
| 1876                            | Herdenkingsmonument Fort de Bilt                                                         | verzet Nederland                                           | Leo Jungblut                                                 | 1949              | beeld/sculptuur    | Biltsestraatweg                         | Utrecht               | 52° 5' 52" NB, 5° 8' 48" OL | Meer afbeeldingen                                                                        |
| 1877                            | Monument voor de Binnenlandse Strijdkrachten op de Begraafplaats Tolsteeg                | verzet Nederland                                           | Jan van Luijn                                                | 6 mei 1947        | beeld/sculptuur    | Opaalweg, 3523 RJ                       | Utrecht               | 52° 4' 22" NB, 5° 7' 44" OL | Monument voor de Binnenlandse Strijdkrachten op de Begraafplaats Tolsteeg                |
| 1880                            | Monument voor Zuilense Gevallenen                                                        | burgerslachtoffers, vervolgden Nederland, verzet Nederland | W.C. van Hoorn (architect), Jo Uiterwaal (beeldhouwer)       |                   | overig             | Prins Bernhardplein, 3555 AA            | Utrecht               | 52° 6' 54" NB, 5° 4' 56" OL | Monument voor Zuilense Gevallenen                                                        |
| 1892                            | Verzetsplaquette                                                                         | verzet Nederland                                           | Pieter d' Hont                                               | 22 november 1946  | Plaquette          | Maliesingel, 3581 BA                    | Utrecht               | 52° 5' 19" NB, 5° 7' 45" OL |                                                                                          |
| 2354                            | Monument in het Nederlands Spoorwegmuseum                                                | militairen in dienst van het Ned. Kon. 1940-1945           |                                                              |                   | Plaquette          | Maliebaanstation, 3581 XW               | Utrecht               | 52° 5' 17" NB, 5° 7' 49" OL |                                                                                          |
| 2485                            | Monument voor de Oranje Vrijbuiters op de Begraafplaats Tolsteeg                         | verzet Nederland                                           |                                                              | 10 mei 1947       | begraafplaats/graf | Opaalweg, 3523 RJ                       | Utrecht               | 52° 4' 22" NB, 5° 7' 44" OL |                                                                                          |
| 2644                            | Verzetskruis                                                                             | verzet Nederland                                           |                                                              |                   | Kruis              | Amsterdamsestraatweg/Zuilenselaan, 3555 | Utrecht               | 52° 7' 23" NB, 5° 3' 43" OL | Verzetskruis                                                                             |
| 2714                            | Monument bij de voormalige machinefabriek Jaffa                                          | verzet Nederland                                           |                                                              |                   | overig             | Niasstraat, 3531 WR                     | Utrecht               | 52° 5' 37" NB, 5° 5' 33" OL | Monument bij de voormalige machinefabriek Jaffa                                          |
| 2813                            | Zwerfkeimonument voor verzetsstrijders die vielen op 7 mei 1945, vlak voor de bevrijding | verzet Nederland                                           |                                                              | 5 mei 1947        | gedenksteen        | Prinses Marijkelaan, 3583 XA            | Utrecht               | 52° 5' 28" NB, 5° 8' 29" OL | Zwerfkeimonument voor verzetsstrijders die vielen op 7 mei 1945, vlak voor de bevrijding |
| 2999                            | Walk of Freedom                                                                          | algemeen                                                   |                                                              | 5 mei 2007        | overig             |                                         | Utrecht               | 52° 5' 29" NB, 5° 7' 22" OL |                                                                                          |
| 3004                            | Indië-monument                                                                           | militairen in dienst van het Ned. Kon. na 1945             |                                                              | 1999              | gedenksteen        | Prinsesselaan 2, 3583 GZ                | Utrecht               | 52° 5' 39" NB, 5° 8' 30" OL | Indië-monument                                                                           |
| 3570                            | Artsenmonument                                                                           | algemeen, verzet Nederland                                 | Anita Franken                                                | 3 mei 2010        | beeld/sculptuur    | Mercatorlaan 1200, 3528 BL              | Utrecht               | 52° 3' 57" NB, 5° 5' 8" OL  |                                                                                          |
| 3574                            | Oorlogsmonument Jan Jongeriusfabriek                                                     | burgerslachtoffers, verzet Nederland                       |                                                              |                   | beeld/sculptuur    | Kanaalweg 64, 3527 KX                   | Utrecht               | 52° 4' 52" NB, 5° 6' 18" OL |                                                                                          |
| 4093                            | Gedenkteken in het Academiegebouw van de Utrechtse universiteit                          |                                                            | Joop Hekman                                                  | 1950              | beeld/sculptuur    | Domplein 29, 3512 JE                    | Utrecht               | 52° 5' 25" NB, 5° 7' 20" OL | Gedenkteken in het Academiegebouw van de Utrechtse universiteit                          |
|                                 | Oorlogsmonument 1940-mei-1945                                                            |                                                            |                                                              |                   | kei                | Brink, Haarzuilens                      | Utrecht               |                             | Oorlogsmonument 1940-mei-1945                                                            |
| Dit oorlogsmonument op Wikidata | Joods monument (Utrecht)                                                                 | Joodse inwoners van Utrecht                                | Amiran Djanashvili                                           | 29 oktober 2015   | beeld              | Johan van Oldenbarneveltlaan            | Utrecht               |                             | Meer afbeeldingen                                                                        |
| Dit oorlogsmonument op Wikidata | St. Martinus                                                                             | beschermer van de stad                                     | Albert Termote                                               | 7 november 1948   | ruiterstandbeeld   | Oudegracht 401                          | Utrecht               |                             | Meer afbeeldingen                                                                        |
|                                 | Bevrijdingsplaquette                                                                     | bevrijders                                                 | Willem van Kuilenburg                                        |                   | beeld/sculptuur    | Maliebaan 55                            | Utrecht               |                             | Bevrijdingsplaquette                                                                     |
|                                 | Plaquette in het huis van bewaring                                                       | Verzetsstrijders                                           |                                                              | 3 mei 1980        | plaquette          | Gansstraat 164                          | Utrecht               |                             | Plaquette in het huis van bewaring                                                       |
|                                 | Plaquette in het Militair Hospitaal                                                      | oorlogsgewonden                                            |                                                              |                   | plaquette          | Geertebolwerk 1                         | Utrecht               |                             | Plaquette in het Militair Hospitaal                                                      |
|                                 | Plaquette in de School voor de Grafische vakken                                          | burgerslachtoffers                                         | Pieter d' Hont                                               |                   | beeld/sculptuur    | Jutfaseweg 3                            | Utrecht               |                             | Plaquette in de School voor de Grafische vakken                                          |
|                                 | Gedenkplaat Kamer van Koophandel                                                         | burgerslachtoffers                                         | Pieter d' Hont                                               | 22 november 1946  | beeld/sculptuur    | Waterstraat 47                          | Utrecht               |                             | Gedenkplaat Kamer van Koophandel                                                         |
|                                 | Gedenkplaat van de Katholieke Arbeidersbeweging in Huize St. Jan                         | burgerslachtoffers                                         |                                                              |                   | plaquette          | Janskerkhof 15a                         | Utrecht               |                             | Gedenkplaat van de Katholieke Arbeidersbeweging in Huize St. Jan                         |
|                                 | Gedenkplaat van de 1e Da Costaschool                                                     | verzet Nederland, burgerslachtoffers                       |                                                              |                   | plaquette          | Brederoplein 13                         | Utrecht               |                             | Gedenkplaat van de 1e Da Costaschool                                                     |
|                                 | Herdenkings- en vrijheidsmonument Berlijnplein                                           | voedseldropping                                            |                                                              | 2 mei 2021        | sculptuur          | Berlijnplein                            | Utrecht Leidsche Rijn |                             |                                                                                          |
|                                 | Stolpersteine                                                                            | vervolgden Nederland                                       | Gunter Demnig                                                |                   | plaquette          | Zie Stolpersteine in Utrecht (gemeente) | Utrecht               |                             | Meer afbeeldingen                                                                        |

Amersfoort ·
Baarn ·
Bunnik ·
Bunschoten ·
De Bilt ·
De Ronde Venen ·
Eemnes ·
Houten ·
IJsselstein ·
Leusden ·
Lopik ·
Montfoort ·
Nieuwegein ·
Oudewater ·
Renswoude ·
Rhenen ·
Soest ·
Stichtse Vecht ·
Utrecht ·
Utrechtse Heuvelrug ·
Veenendaal ·
Vijfheerenlanden ·
Wijk bij Duurstede ·
Woerden ·
Woudenberg ·
Zeist